# Jacek Pszczoła (generał)
Jacek Pszczoła (ur. 18 października 1967 w Orzyszu) – polski pilot wojskowy; generał dywizji Wojska Polskiego; dowódca 31 Bazy Lotnictwa Taktycznego (2011–2015); dowódca 2 Skrzydła Lotnictwa Taktycznego (2016–2018); inspektor Sił Powietrznych Dowództwa Generalnego Rodzajów Sił Zbrojnych (2018–2023). 31 stycznia 2023 zakończył zawodową służbę wojskową.

## Życiorys
Jacek Pszczoła urodził się 18 października 1967 w Orzyszu. W latach 1982–1986 kształcił się w Liceum Lotniczym w Dęblinie.

### Przebieg służby wojskowej
W roku 1990 ukończył Wyższą Oficerską Szkołę Lotniczą (Szkoła Orląt) na kierunku pilot samolotu naddźwiękowego w Dęblinie. W tym samym roku rozpoczął zawodową służbę wojskową w Łasku jako pilot samolotów MiG-21 w 10 pułku lotnictwa myśliwskiego OPK. W 2001, po rozformowaniu 10 plm, rozpoczął służbę w 10 eskadrze lotnictwa taktycznego na stanowisku szefa sztabu eskadry. Następnie studiował na Wydziale Organizacji i Zarządzania – Dowodzenia Wojskami w Akademii Obrony Narodowej (1999). W 2004 ukończył studia podyplomowe w Studium Polityki Obronnej w Bazie Wojsk Lotniczych Maxwell Air Force Base (USA). W 2005 został zakwalifikowany do grupy pierwszych 12 pilotów przeszkalanych na samoloty F-16 w USA. W 2007 zakończył przeszkolenie na samolocie wielozadaniowym F-16 Fighting Falcon w Tucson (Arizona) i został skierowany do Łaska, gdzie objął stanowisko zastępcy dowódcy 10 eskadry lotnictwa taktycznego rozpoczynając szkolenie w eskadrze na F-16.
W 2009 brał udział w przygotowaniu sił i środków do pełnienia dyżuru bojowego w koalicyjnym systemie ochrony powietrznej Natinads (NATO Integrated Air Defense System) zakończonego certyfikacją pary dyżurnej w listopadzie 2009, został wyróżniony przez dowódcę Sił Powietrznych białą bronią. W okresie tym był na stanowiskach dowódcy eskadry; kierownika sekcji szkolenia lotniczego; szefa sekcji szkolenia lotniczego. W 2010 będąc w stopniu ppłk pil. został wyznaczony na stanowisko dowódcy grupy działań lotniczych w 32 Bazie Lotnictwa Taktycznego w Łasku. 17 października 2011 skierowany został do Poznania, gdzie przejął od płk pil. Cezarego Wiśniewskiego dowództwo 31 Bazy Lotnictwa Taktycznego. W 2012 przygotowywał komponent lotniczy do ćwiczenia „Red Flag” w USA. 18 czerwca 2015 przekazał obowiązki dowódcy 31 BLotT płk. pil. Grzegorzowi Ślusarzowi. W 2016 ukończył Podyplomowe Studia Polityki Obronnej w Waszyngtonie. 1 grudnia 2016 minister obrony narodowej Antoni Macierewicz wręczył mu decyzję o nominacji na stanowisko dowódcy 2 Skrzydła Lotnictwa Taktycznego. 9 grudnia 2016 w obecności dowódcy generalnego Rodzajów Sił Zbrojnych gen. broni Mirosława Różańskiego przejął dowodzenie 2 SLotT od gen. bryg. pil. Dariusza Malinowskiego.
1 marca 2018 został awansowany na stopień generała brygady. Akt mianowania odebrał z rąk prezydenta Rzeczypospolitej Polskiej Andrzeja Dudy w trakcie obchodów Narodowego Dnia Pamięci „Żołnierzy Wyklętych”. 31 lipca 2018 przekazał obowiązki dowódcy 2 Skrzydła Lotnictwa Taktycznego w obecności dowódcy generalnego RSZ gen. broni Jarosława Miki dla płk pil. Ireneusza Nowaka, z dniem 1 sierpnia został wyznaczony na stanowisko szefa Zarządu Wojsk Lotniczych – zastępcę inspektora Sił Powietrznych Dowództwa Generalnego Rodzajów Sił Zbrojnych. Od 31 sierpnia 2018 rozpoczął czasowo pełnić obowiązki inspektora Sił Powietrznych w Dowództwie Generalnym RSZ przyjmując je od gen. bryg. Mirosława Jemielniaka.
19 października 2018 minister obrony narodowej Mariusz Błaszczak powołał go na stanowisko inspektora Sił Powietrznych w DG RSZ. 7 marca 2019 minister obrony narodowej Mariusz Błaszczak powołał go na pełnomocnika z zadaniem pozyskiwania nowych wielozadaniowych myśliwców w ramach programu Harpia. 12 listopada 2019 postanowieniem prezydenta RP z dnia 7 listopada 2019 został nominowany na stopień generała dywizji. Akt mianowania wręczył mu prezydent RP Andrzej Duda w Pałacu Prezydenckim. 

### Zakończenie służby
26 stycznia 2023 w obecności dowódcy generalnego rodzajów sił zbrojnych gen. Jarosława Miki odbył lot pożegnalny na pokładzie myśliwca F-16  w 32 Bazie Lotnictwa Taktycznego w Łasku. Lot pożegnalny trwał 60 minut, przez cały ten czas w powietrzu towarzyszyły pilotowi trzy myśliwce F-16. 31 stycznia 2023 po 36 latach służby zakończył zawodową służbę wojskową. Pilot klasy mistrzowskiej na samolotach myśliwskich. W powietrzu na samolotach TS-11; SBLim-2; MiG-21; T-38C oraz F-16 spędził łącznie 2230 godzin, w tym za sterami F-16 ponad 1100 godzin. Wprowadzał F-16 do polskiej floty sił powietrznych, przygotowywał pilotów do certyfikacji natowskich oraz do służby w kontyngentach wojskowych.

## Awanse
- podporucznik – 1990[2]

(...)
- generał brygady – 1 marca 2018[28]
- generał dywizji – 12 listopada 2019[23]

## Ordery, odznaczenia i wyróżnienia[5]
- Srebrny Krzyż Zasługi – 2017[29][30]
- Lotniczy Krzyż Zasługi – 2020[31]
- Srebrny Medal za Długoletnią Służbę – 2014[32]
- Złoty Medal „Za zasługi dla obronności kraju” – 2015[33]
- Złoty Medal „Siły Zbrojne w Służbie Ojczyzny” – 2020[34]
- Srebrny Medal „Za zasługi dla obronności kraju” – 2008[35]
- Srebrny Medal „Siły Zbrojne w Służbie Ojczyzny” – 2009[36]
- Brązowy Medal „Za zasługi dla obronności kraju” – 1996[37]
- Brązowy Medal „Siły Zbrojne w Służbie Ojczyzny” – 2001[38]
- Legia Zasługi (Commander Legion of Merit) – Stany Zjednoczone, 2019[39]
- „Pilot Roku” 10 eskadry lotnictwa taktycznego – 2008
- „Zasłużony Żołnierz Rzeczypospolitej Polskiej” z odznaką I stopnia – 2012[40]
- Odznaka tytułu honorowego „Zasłużony Pilot Wojskowy” – 2017[41]
- Odznaka Honorowa Sił Powietrznych
- Odznaka pamiątkowa 31 Bazy Lotnictwa Taktycznego – 2011, ex officio
- Odznaka pamiątkowa 2 Skrzydła Lotnictwa Taktycznego – 2016, ex officio
- Buzdygan Honorowy – 1 marca 2018[28]
- Odznaka Pilota Wojskowego
- Odznaka skoczka spadochronowego wojsk lotniczych

i inne

## Garnizony w przebiegu służby[27][2]
1. Dęblin (1986–1990) → Łask (1990–1996) → Warszawa (1996–1999) → Łask (1999–2004) → Maxwell w USA (2004) → Łask (2004–2007) → Tucson w USA (2007) ↘
2. Łask (2007–2010) → Poznań (2011–2015) → Waszyngton w USA (2016)↘
3. Poznań (2016–2018) → Warszawa (2018–2023)